# Rheumafaktor
Der Rheumafaktor (RF) ist ein Baustein in der Diagnose zahlreicher rheumatischer und nicht-rheumatischer Erkrankungen. Er wird im Blut, in der Regel im Serum, bestimmt. Beim Rheumafaktor handelt es sich um Autoantikörper verschiedener Subklassen (IgM, IgG, IgA, IgE), die sich gegen bestimmte Bereiche der körpereigenen Immunglobuline der Klasse G (IgG) richten (gegen das Fc-Fragment des IgG). Der Begriff wird oftmals auch im Plural gebraucht (also „die Rheumafaktoren“).
Der Nachweis eines Rheumafaktors im Blutserum macht eine rheumatische Erkrankung wahrscheinlicher, er beweist sie jedoch nicht. Ebenso macht ein negativer Rheumafaktor Rheumatoide Arthritis zwar unwahrscheinlicher, schließt es aber nicht aus. Man spricht von einer „seronegativen rheumatoiden Arthritis“, wenn zwar die Krankheit „Rheuma“ (rheumatoide Arthritis) vorliegt, der Rheumafaktor jedoch nicht nachweisbar ist. Rheumafaktoren finden sich in niedriger Konzentration auch bei ca. 5 % der gesunden Menschen (10 % bei Menschen über 60 Jahren), beim Sjögren-Syndrom und anderen Kollagenosen, bei Lebererkrankungen (z. B. Hepatitis C) oder chronischen Infektionskrankheiten.
Eine deutliche Verbesserung der Labordiagnostik einer rheumatoiden Arthritis hat die Entdeckung der citrullinierten Antigene und der Antikörper gegen citrullinierte Peptid-/Protein-Antigene (ACPA) und ihrer Bedeutung für die Diagnostik einer rheumatoiden Arthritis gebracht. Diese natürlichen Antigene finden sich innerhalb des entzündeten Synovialgewebes und als zirkulierende Antigene in der Gelenkflüssigkeit von Patienten mit nachgewiesener rheumatoider Arthritis, die Antikörper gelten als so genannter Biomarker für die rheumatoide Arthritis.
Am weitesten verbreitet ist hier ein ELISA-Labortest, der künstliche zyklische citrullinierte Peptide nachweist. Dieser Nachweis so genannter Anti-CCP-Antikörper hat zu einer deutlichen Verbesserung in der Labordiagnostik einer rheumatoiden Arthritis geführt, inklusive der Diagnose früher Stadien der Krankheit. Antikörper gegen citrullinierte Peptide können möglicherweise Jahre vor Krankheitsausbruch nachgewiesen werden. Eine pathogenetische Bedeutung konnte für CCP-Antikörper bisher aber nicht gezeigt werden. Auch der Zusammenhang zwischen dem Anti-CCP-Antikörpertiter und der Krankheitsaktivität der rheumatoiden Arthritis ist unbewiesen. Die CCP-Antikörper eignen sich daher nicht als Verlaufsparameter der Krankheit.
Eine dem Anti-CCP-ELISA vergleichbar gute diagnostische Sensitivität bei etwas geringerer Spezifität bietet ein neuartiger ELISA-Test auf der Basis des mutierten citrullinierten Vimentins, MCV. Erste Untersuchungen mit diesem Testsystem zeigen den Zusammenhang des Anti-MCV-Antikörpertiters mit der Krankheitsaktivität und dem Schweregrad der rheumatoiden Arthritis. Damit könnten die Anti-MCV-Antikörper gegenüber den Anti-CCP-Antikörpern den Vorteil einer Korrelation mit der Krankheitsaktivität haben und sich möglicherweise auch zum Monitoring eines Therapiefortschritts bei rheumatoider Arthritis eignen. Für eine endgültige Bewertung sollten jedoch weitere Ergebnisse aus anderen unabhängigen Studie abgewartet werden.
Der Rheumafaktor wurde 1940 durch Erik Waaler in Norwegen entdeckt und 1948 erneut durch Harry M. Rose und Charles Ragan in New York.